# Atheta aeneicollis
Atheta aeneicollis es una especie de escarabajo del género Atheta, familia Staphylinidae. Fue descrita científicamente por Sharp en 1869.
Habita en Reino Unido, Francia, Portugal, España, Alemania, Suecia, Austria, Países Bajos, Bélgica, Noruega, Dinamarca, Grecia, Italia y Turquía.